# Миколаєнко Юлія
Миколаєнко Юлія (справжнє прізвище — Здерківна; 19 березня 1865, м. Теребовля, Тернопільська область — 22 квітня 1899, там само) — українська актриса.

## З життєпису
Народилася 19 березня 1876 р. у Теребовлі на Тернопільщині в міщанській родині.
Закінчила народну школу, співала у хорі.
1893—1899 виступала в театрі товариства «Руська бесіда» (м. Львів); гастролювала з ним у містах Тернопіль, Збараж, Теребовля, Заліщики, Бучач.
Пропагувала театральне мистецтво на західноукраїнських землях.
Ролі:
- Мотря («Шельменко-денщик» Г. Квітки-Основ'яненка),
- Мотря («Сто тисяч» Івана Карпенка-Карого),
- Проня («За двома зайцями» М. Старицького),
- Маруся («Кам'яна душа» Франка),
- Лізетта («Над прірвою» Міллера) та інші.

Захворіла туберкульозом і померла 22 квітня 1899 в Теребовлі.